# Olympische Sommerspiele 2024/Teilnehmer (Togo)
| Gelbes Symbol für Goldmedaillen mit stilisierten Olympischen Ringen | Graues Symbol für Silbermedaillen mit stilisierten Olympischen Ringen | Braundes Symbol für Bronzemedaillen mit stilisierten Olympischen Ringen |
| ------------------------------------------------------------------- | --------------------------------------------------------------------- | ----------------------------------------------------------------------- |
| —                                                                   | —                                                                     | —                                                                       |

Togo nahm an den Olympischen Spielen 2024 vom 26. Juli bis zum 11. August 2024 in Paris mit 5 Athleten (2 Männer, 3 Frauen) teil. Es war die insgesamt zwölfte Teilnahme an Olympischen Sommerspielen.

## Teilnehmer nach Sportarten

### Leichtathletik
Laufen und Gehen
| Athleten     | Wettbewerb | Vorlauf | Vorlauf | Halbfinale    | Halbfinale    | Finale        | Finale        | Rang          |
| Athleten     | Wettbewerb | Zeit    | Rang    | Zeit          | Rang          | Zeit          | Rang          | Rang          |
| ------------ | ---------- | ------- | ------- | ------------- | ------------- | ------------- | ------------- | ------------- |
| Frauen       |            |         |         |               |               |               |               |               |
| Naomi Akakpo | 100 m      | 12,34 s | 5       | ausgeschieden | ausgeschieden | ausgeschieden | ausgeschieden | ausgeschieden |

### Rudern
Über die afrikanische Qualifikationsregatta in Tunis erhielt Togo einen Startplatz für den Wettkampf im Einer der Frauen.
| Athleten       | Wettbewerb | Vorlauf     | Vorlauf | Vorlauf       | Hoffnungslauf / Viertelfinale | Hoffnungslauf / Viertelfinale | Hoffnungslauf / Viertelfinale | Halbfinale | Halbfinale | Halbfinale    | Finale      | Finale | Rang |
| Athleten       | Wettbewerb | Zeit        | Rang    | Qualifikation | Zeit                          | Rang                          | Qualifikation                 | Zeit       | Rang       | Qualifikation | Zeit        | Rang   | Rang |
| -------------- | ---------- | ----------- | ------- | ------------- | ----------------------------- | ----------------------------- | ----------------------------- | ---------- | ---------- | ------------- | ----------- | ------ | ---- |
| Frauen         |            |             |         |               |                               |                               |                               |            |            |               |             |        |      |
| Akoko Komlanvi | Einer      | 8:44,88 min | 5       | Hoffnungslauf | 8:43,11 min                   | 5                             | Halbfinale E/F                | 9:16,4 min | 4          | F-Finale      | 8:46,73 min | 2      | 32   |

### Schwimmen
| Athleten     | Wettbewerb    | Vorlauf | Vorlauf | Halbfinale    | Halbfinale    | Finale        | Finale        | Rang |
| Athleten     | Wettbewerb    | Zeit    | Rang    | Zeit          | Rang          | Zeit          | Rang          | Rang |
| ------------ | ------------- | ------- | ------- | ------------- | ------------- | ------------- | ------------- | ---- |
| Frauen       |               |         |         |               |               |               |               |      |
| Adèle Gaïtou | 50 m Freistil | 32,50 s | 72      | ausgeschieden | ausgeschieden | ausgeschieden | ausgeschieden | 72   |
| Männer       |               |         |         |               |               |               |               |      |
| Magnim Daou  | 50 m Freistil | 26,56 s | 58      | ausgeschieden | ausgeschieden | ausgeschieden | ausgeschieden | 58   |

### Triathlon
Über den Universalstartplatz durfte Togo mit einem Athleten am Wettbewerb der Männer teilnehmen. Es war das Debüt des Landes in dieser Sportart.
| Athleten     | Wettbewerb | Zeit | Rang |
| ------------ | ---------- | ---- | ---- |
| Männer       |            |      |      |
| Eloi Adjavon | Einzel     | LAP  | LAP  |